# Ficedula buruensis
A Ficedula buruensis a madarak osztályának verébalakúak (Passeriformes) rendjéhez és a  légykapófélék (Muscicapidae) családjához tartozó faj.

## Rendszerezése
A fajt Ernst Hartert német ornitológus írta le 1899-ben, az Erythromyias nembe Erythromyias buruensis néven.

## Alfajai
- Ficedula buruensis buruensis (Hartert, 1899) - Buru
- Ficedula buruensis ceramensis (Ogilvie-Grant, 1910) - Seram
- Ficedula buruensis siebersi (Hartert, 1924) - Kai-szigetek

## Előfordulása
Indonéziában, a Maluku-szigetekhez tartozó Buru, Seram szigetén és a Kai-szigeteken honos. Természetes élőhelyei a szubtrópusi vagy trópusi síkvidéki esőerdők. Állandó, nem vonuló faj.

## Megjelenése
Testhossza 12 centiméter.

## Természetvédelmi helyzete
Az elterjedési területe nagy, egyedszáma ugyan csökken, de még nem éri el a kritikus szintet. A Természetvédelmi Világszövetség Vörös listáján nem fenyegetett fajként szerepel.